# Fülöp Géza (lelkész)
Fülöp Géza (Szászváros, 1847. február 7. – Szászváros, 1890. május 17.) református lelkész.

## Élete
Fülöp Sándor kézdivásárhelyi birtokos és Papp Róza fia volt. Iskoláit nagyapja, Papp István mellett a szászvárosi kollégiumban kezdte  s 1862-ben a nagyenyedi főiskolában végezte a teológiával együtt; 1871 januárjában a zürichi egyetemre ment. Az év végén nagyenyedi pappá választották meg, ahol 1872. január 7-én tartotta beköszöntőjét; 1875 októberében Sepsiszentgyörgyre vitték papnak. 1878. március 3-án a szászvárosi református egyházközség a második lelkészi állásra választotta meg. Lelkészi hivatala mellett a református főgimnáziumban is tanított mint tiszteletbeli tanár, fizetés nélkül. A városi közügyekben is tevékeny részt vett, és a szász nemzeti gyűlésnek is tagja volt.
Cikkeket irt a kolozsvári Protestáns Közlönybe; egyházi beszéde A legjobb kivánság címen a Prédikátori Tár-ban jelent meg (Kolozsvár, 1872. II.).
Leveleit és önvallomásait közölte az Ellenzék című lap (1890. 117., 122., 124. sz.), ugyanebben a lapban hosszú életrajza is olvasható.